# Терменьелгинский пруд
Терменьелгинский пруд находится в городе Ишимбае, в 1 км от микрорайона Нефтяника. Известен также под описательным названием пруд бывшего совхоза «Нефтяник».
Пруд образован в 1977 году нефтегазодобывающим управлением «Ишимбайнефть» на реке Терменьелге земляной плотиной длиной 250 м и шириной 5 м. Использовался для хозяйственных нужд совхоза «Нефтяник». Используется для водопоя скота. Имеет противоэрозионное значение. Эксплуатируется УЖКХ города Ишимбая и для рыбной ловли. Вдоль пруда проложена асфальтированная дорога.
Пруд имеет низкие малоизрезанные берега с луговой растительностью.
Для определения ирригационных качеств воды Блюмова А. В., Комиссаров А. В. провели отбор воды 5.11.2017 г. Результаты химанализа воды приведены в таблице
| Наименование исследуемых показателей | Нормативная документация | Предельно допустимые концентрации, мг/л | Мг/л  | Мг.экв | % экв. |
| ------------------------------------ | ------------------------ | --------------------------------------- | ----- | ------ | ------ |
| Щелочность гидрокарбонат НСО3        | ГОСТ 1030-81             | 1000,0                                  | 414,8 | 6,8    | 75,5   |
| Щелочность карбоната СО3             | ГОСТ 1030-81             | 100,0                                   | 24,0  | 0,8    | 8,9    |
| Хлориды                              | ГОСТ 4245-72             | 350,0                                   | 22,7  | 0,6    | 6,7    |
| Сульфаты                             | ГОСТ Р52964-2008         | 500,0                                   | 38,4  | 0,8    | 8,9    |
| Кальций                              | ГОСТ Р52407-2005         | 200,0                                   | 52,1  | 2,6    | 28,9   |
| Магний                               | ГОСТ 1030-81             | 100,0                                   | 52,3  | 4,3    | 47,8   |
| В пересчете на натрий                | Расчетный метод          | 200,0                                   | 48,3  | 2,1    | 23,3   |
| Сумма минеральных веществ            | Расчетный метод          |                                         | 433,2 |        |        |
| Жёсткость общая                      | ГОСТ 4151-72             | 7,0 (10,0)                              | 6,9   |        |        |
| Реакция среды рН                     | ГОСТ 1030-81             | 6,0…9,0                                 | 8,45  |        |        |

По величине Кир =26,7 вода хорошего качества (1 класс). По минерализации Мо = 652,6 вода относится ко 2 классу, применение ограничено из-за исходной засоленности почв и близнаходящихся грунтовых вод. По опасности содового засоления KNA =0,7 — 1 класс. Оросительная вода не опасна с точки зрения содового засоления. По опасности натриевого осолонцевания Косол = 1,2 вода 2 класса. Малая опасность натриевого осолонцевания. Опасность вторичного осолонцевания низкая KSAR = 1,13, и вода относится к 1 классу. По содержанию хлора CI=0,6 вода принадлежит к 1 классу. Нет опасности хлоридного засоления. По магниевому осолонцеванию KMg=0,60 вода 3 класса. Умеренная опасность магниевого осолонцевания. По полученным данным можно сделать вывод, что вода из Терменьелгинского пруда относится ко 2 классу. Она не оказывает неблагоприятного влияния на качество сельхозпродукции, грунтовые и поверхностные воды. При недостаточной дренированности возможно засоление почв, снижение урожайности с/х культур на 5-10 %.

## Характеристики пруда
Длина пруда — около 700 м, ширина — около 300 м, площадь — 0,17 км², объём пруда — 500 тыс. м³.